# Mailza Gomes

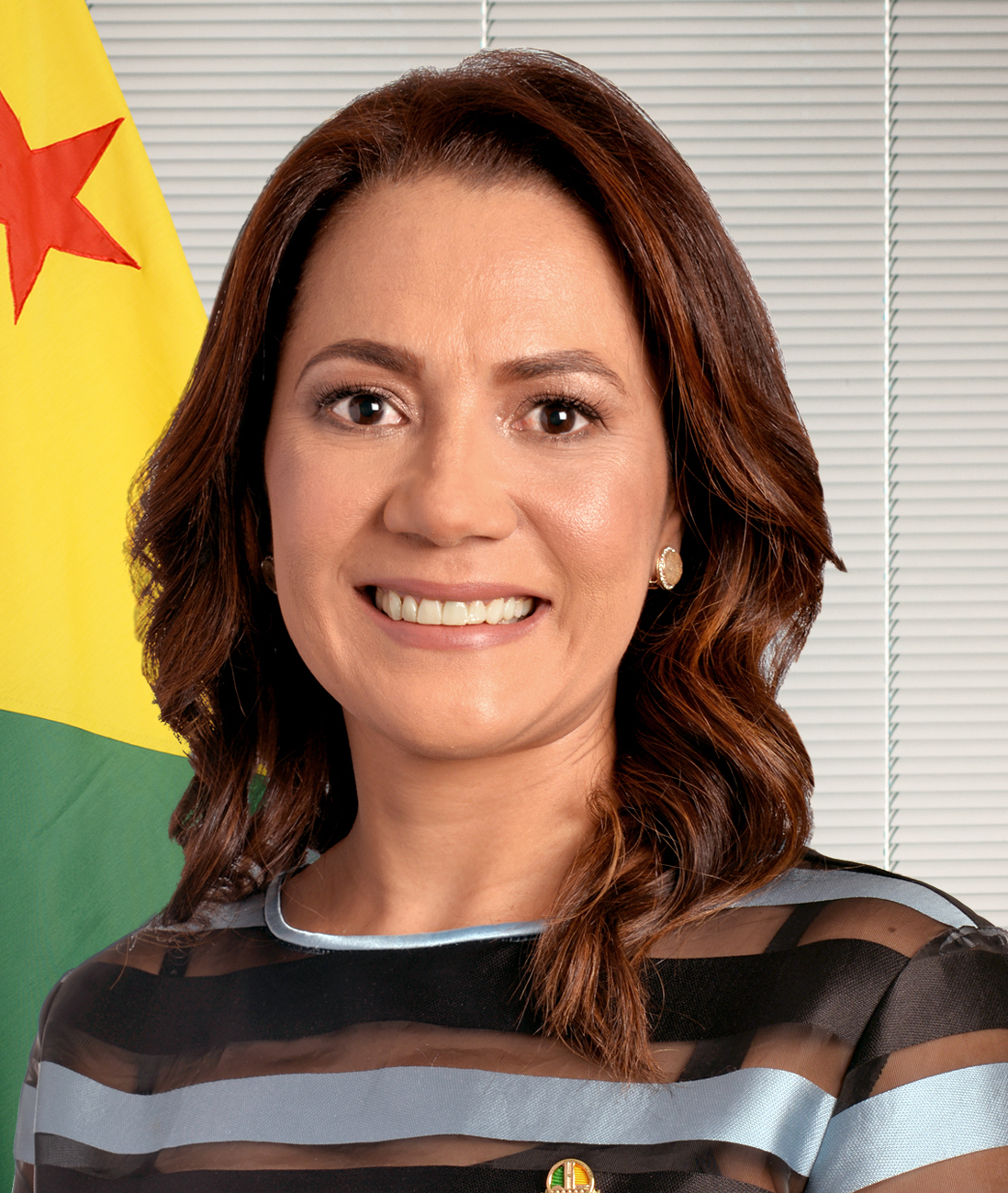
Mailza Gomes (2019)

Mailza Assis da Silva, bekannt als Mailza Gomes (* 10. Dezember 1976 in Mundo Novo, Mato Grosso do Sul) ist eine brasilianische Politikerin der Partei Progressistas (PP). 2019 wurde sie Bundessenatorin für den Bundesstaat Acre und bei der Gouverneurswahl in Acre 2022 zur Vizegouverneurin von Acre gewählt.

## Karriere
Bei der Wahl 2014 wurde Gomes zur ersten Stellvertreterin von Gladson Cameli im Bundessenat gewählt. Nachdem Cameli 2018 zum Gouverneur des Bundesstaates Acre gewählt worden war, wurde Gomes 2019 amtierende Bundessenatorin der 56. Legislaturperiode. Nach Íris Célia Cabanellas, Laélia de Alcântara und der 1994 gewählten Marina Silva ist Gomes die vierte weibliche Bundessenatorin für den Bundesstaat Acre.
Mailza Gomes ist mit James Gomes, dem ehemaligen Stadtpräfekten (Bürgermeister) von Senador Guiomard verheiratet. Während der Amtszeit ihres Ehemannes in der Gemeindeverwaltung war sie u. a. für Verwaltung, Sozialhilfe und Bürgerschaftsangelegenheiten zuständig.